# Pseudocaranx dentex
Pseudocaranx dentex conosciuto in italiano come carango dentice o anche genericamente come carango, è un pesce di mare della famiglia Carangidae.

## Distribuzione e habitat
Questo pesce ha una distribuzione circumtropicale, si trova in tutti i mari tropicali o subtropicali, tra cui il mar Mediterraneo, dove però è raro. In Italia non è comune anche se si incontra con più frequenza nelle acque siciliane.
È una specie pelagica e si avvicina alle coste, soprattutto delle piccole isole, in inverno. Non si trova comunque mai in alto mare.

## Descrizione
Ha un corpo piuttosto schiacciato lateralmente, piuttosto alto, con profilo della fronte piatto ed una lieve concavità frontale (carattere variabile da individuo ad individuo) e muso appuntito. Il terzo posteriore della linea laterale presenta scaglie allargate o scudetti. Le pinnedorsali sono due, la prima breve, con 7 raggi spinosi e la seconda lunga, bassa e senza lobo anteriore appuntito, identica ed opposta alla pinna anale. La pinna pettorale è falciforme e non raggiunge gli scudetti della linea laterale. La pinna caudale è ampia e molto forcuta.

Il colore è azzurro o argenteo con pinne dorsali, pinna anale, pinna caudale e scudetti della linea laterale di color giallo brillante nell'animale vivo.

Misura fino ad 80 cm ma la misura media è sui 35 cm.

## Pesca
Si cattura con lenze a traina ed ha carni eccellenti.